# Ambrozij Andrew Senyshyn
Ambrozij Andrew Senyshyn OSBM (* 23. Februar 1903 in 
Staryj Sambir, Galizien, Österreich-Ungarn; † 11. September 1976 in Philadelphia, USA) war ein ukrainisch-amerikanischer Geistlicher und Erzbischof der ukrainisch griechisch-katholischen Erzeparchie Philadelphia.

## Leben
Ambrozij Andrew Senyshyn wurde im Jahre 1903 in der Stadt Staryj Sambir, zur heutigen westukrainischen  Verwaltungseinheit von Lwiw gehörend, geboren. Senyshyn empfing am 23. August 1931 die Priesterweihe.
Am 6. Juli 1942 ernannte ihn Papst Pius XII. zum Weihbischof für das Ordinariat der unierten byzantinischen Gläubigen in den Vereinigten Staaten und zum Titularbischof von Maina. Die Bischofsweihe fand am 22. Oktober 1942 durch Constantine Bohachevsky statt. Senyshyn wurde am 20. Juli 1956, mit 53 Jahren, zum Apostolischen Vikar von Stamford ernannt. Es folgte am 10. Juli 1958 die Ernennung zum Bischof von Stamford.
Am 14. August 1961, wurde Ambrozij Andrew Senyshyn zum Erzbischof von Philadelphia ernannt. Er nahm als Konzilsvater am Zweiten Vatikanischen Konzil teil. Insgesamt war Senyshyn 45 Jahre lang als Priester tätig, davon 33 Jahre lang im Bischofsamt. Er starb am 11. September 1976 im Alter von 73 Jahren in Philadelphia. 